# Albert Bergholz
Albert Bergholz (* 10. Januar 1892 in Halle (Saale); † 30. September 1957 in Berlin-Köpenick) war ein deutscher Politiker (SPD). Er gehörte von 1929 bis 1930 und 1932 bis 1933 dem Reichstag als Abgeordneter an.

## Leben und Tätigkeit
Bergholz besuchte die Volksschule in Halle und wurde 1908 Vorsitzender der Arbeiterjugend in Halle. Zwischen 1910 und 1914 arbeitete er als Zigarrenmacher im In- und Ausland. Politisch gehörte Bergholz, der sich schon früh in der Arbeiterbewegung engagierte, seit etwa 1910 der SPD an.
Nach dem Ersten Weltkrieg wurde er 1919 Mitglied des engeren Arbeiter- und Soldatenrates in Leipzig. Im Herbst 1919 wurde er Redakteur des Volksboten in Zeitz und später Vorsitzender der dortigen Unterbezirksorganisation der SPD.
Im Juli 1929 rückte Bergholz für den ausgeschiedenen Richard Krüger als Abgeordneter in den Reichstag ein, dem er anschließend bis zur Reichstagswahl vom September 1930 als Vertreter des Wahlkreises 11 (Merseburg) angehörte.
Anlässlich der Reichstagswahl vom Juli 1932 konnte Bergholz, nachdem er dem Parlament vom September 1930 bis Juli 1932 nicht angehört hatte, als Abgeordneter in den Reichstag zurückkehren, dem er nun, nachdem sein Mandat bei der Wahl vom November 1932 bestätigt wurde, acht Monate lang, bis zum März 1933, erneut als Vertreter des Wahlkreises Merseburg angehörte.